# TechnipFMC
TechnipFMC plc er et britisk multinationalt olie- og gasselskab. Virksomheden blev etableret ved en fusion mellem FMC Technologies  og Technip i 2017. Forrretningsomfanget omfatter olie- og gasefterforskning, udvinding, boreplatforme, olieraffinering, petrokemi, syntetisk gasanlæg, plastik- og gummiindustri, kunstgødning og LNG. De har 23.000 ansatte i 48 lande. 